# Raban Maur
Raban Maur, né vers 780 à Mayence et mort le 4 février 856 à Winkela (actuellement Oestrich-Winkel dans le Rheingau), est un moine bénédictin et théologien germanique ayant vécu dans le regnum Francorum. Il devint archevêque de Mayence en 847. Par son œuvre vaste et diverse (compilations exégétiques, somme encyclopédique, traités doctrinaux, manuel grammatical, sermons, lettres, poèmes, martyrologie, etc.), il contribua non seulement à l'enrichissement de la culture cléricale et à la transmission du savoir hérité de l'Antiquité et déjà relayé par Isidore de Séville, mais aussi au développement de la langue et de la littérature allemandes : pour ces raisons, Raban fut, au début du XIXe siècle, surnommé praeceptor Germaniae « le Précepteur de la Germanie ». Son encyclopédie, intitulée De rerum naturis (« De la nature des choses »), ou De universo, fut considérée comme un classique jusqu'au XIIIe siècle. Il est un des principaux artisans de la Renaissance carolingienne.
Il est commémoré le 4 février selon le Martyrologe romain en tant que saint.

## Biographie
Raban Maur (en latin Hrabanus/Rhabanus/Rabanus Maurus) naît à Mayence de parents nobles vers 780. Après avoir été formé à l'abbaye bénédictine de Fulda (à 237 km à l'est d'Aix-la-Chapelle), il est nommé diacre et se rend à l'abbaye de Saint-Martin de Tours en 802 afin de recevoir l'enseignement d'Alcuin. Ce dernier lui donne le surnom Maurus en mémoire du disciple préféré de saint Benoît de Nursie. En 803, Raban Maur prend la direction de l'école monastique de l'abbaye de Fulda, et fait de ce lieu un des principaux foyers culturels d'Europe occidentale. Parmi ses élèves, on compte notamment Walafrid Strabon, Loup de Ferrières, Otfried de Wissembourg et Rudolf de Fulda (plus communément appelé aujourd'hui Raoul de Fulda).
Après avoir obtenu la prêtrise en 814, Raban Maur est élu abbé de Fulda en 822. Grâce à lui, l'abbaye jouit d'une certaine prospérité. Les bâtiments commencés par son prédécesseur Ratgarius sont terminés, de nouveaux bâtiments sont construits, décorés de riches mosaïques, tapisseries et reliquaires, fabriqués par ses propres moines et étudiants. Il augmente le nombre de prêtres dans les campagnes, étend le secours accordé aux pauvres par le monastère et amasse un grand nombre de livres dans la bibliothèque,.
Conseiller politique de l'empereur Lothaire Ier dans la lutte pour la succession de l'Empire carolingien, Raban Maur est contraint à l'exil en 840 lorsque Lothaire est vaincu par les forces de Louis le Germanique. Après une courte retraite consacrée à l'ascétisme et à l'écriture à Petersberg, non loin de Fulda, Raban Maur se réconcilie avec Louis en 845 et est nommé archevêque de Mayence en 847 à la succession d'Odogaire. Pendant la famine de 850, il fait distribuer aux pauvres la majeure partie des revenus de l'abbaye et nourrit plus de trois cents personnes. Il meurt le 4 février 856 à Winkel im Rheingau, en Hesse.

## Œuvre littéraire
L'œuvre de Raban Maur comprend :  
- de nombreux commentaires sur la Bible,
- un traité de pédagogie (De institutione clericorum, « De l'instruction des clercs »), composé vers 810,
- un cycle de poèmes figurés ou "calligrammes"[7] (Liber de laudibus Sanctae Crucis[Note 1], « Livre des louanges de la Sainte Croix[8] »),
- un traité de grammaire (De arte grammatica, « De l'art grammatical »), inspiré de l'œuvre du grammairien Priscien de Césarée (VIe siècle),
- des poèmes (parmi lesquels l'hymne Veni Creator Spiritus « viens, esprit créateur », chantée pour la fête de la Pentecôte),
- et enfin une encyclopédie (De rerum naturis, « De la nature des choses », ou De universo), composée en 842-847[1], la seule véritable encyclopédie de l'époque carolingienne[9].

### Éditions en latin
- Patrologia Latina, volumes 107-112.

### Éditions en français
- Louanges de la sainte croix, Michel Perrin (trad.). Paris, Berg International, 1988.

## Littérature
- Dante Alighieri place Raban Maur dans son Paradis à côté de saint Bonaventure et de Joachim de Flore[10].

## Personnes associées
- Alcuin
- Lothaire Ier
- Walafrid Strabon
- Loup de Ferrières
- Marcuvard de Prüm
- Otfried de Wissembourg
- Rudolf de Fulda